# Burkhard Heer (Bibliothekar)
Burkhard Heer (* 2. August 1653 als Andreas Heer; † 14. Oktober 1707) war von 1691 bis 1705 Bibliothekar des Klosters St. Gallen.

## Leben und Wirken
Pater Burkhard stammte aus Rorschach. Am 29. Juni 1671 legte er im Kloster St. Gallen die Profess ab. Er wurde 1676 zum Subdiakon, 1677 zum Diakon und am 19. September 1682 zum Priester geweiht. Die Primiz folgte am 11. Oktober 1682.
Von 1691 bis 1705 stand Burkhard Heer der St. Galler Klosterbibliothek vor. Als Pater Hermann Schenk 1705 das Bibliotheksamt wieder übernahm, wurde er Unterbibliothekar. Zusammen mit Schenk arbeitete er an einem Bibliothekskatalog, in den auch Bücher aus den Klosterbibliotheken von Rorschach und St. Johann hätten Eingang finden sollen. Pater Burkhard beherrschte die hebräische, griechische, lateinische und italienische Sprache und verfasste eine (heute verschollene) Schrift über hebräische Psalmen.